# مادلين بيتش
مادلين غروبيلار بيتش (مواليد 18 أغسطس 1994) هي ممثلة أمريكية. معروفة بتمثيلها دور شيريل بلوسوم ‏ في المسلسل التلفازي لقناة ذا سي دبليو بعنوان ريفرديل سنة 2017.

## حياتها المبكرة
ولدت بيتش في 18 أغسطس 1994 وترعرت في بورت بستان، واشنطن. وبعمر الثالثة تطور شغفها للرقص وبدأت دروسًا في الرقص، ثم بدأت بدروس المسرح بعد عامين. والدا بيتشش من جنوب أفريقيا، وأمضت السنوات العشر الأولى من حياتها بين جنوب أفريقيا وواشنطن. تعرضت بيتش للتنمر أثناء طفولتها بسبب شعرها الأحمر الطبيعي، ولهجتها الجنوب أفريقية، وتربيتها بدون دين. لديها أخ واحد.

## حياتها الشخصية
في سن الرابعة عشر، أصبحت نباتية، بعد أن تأثرت وهي صغيرة بالأسلوب النباتي. كما شاركت في حملة توعية من أجل بيتا.

## الأعمال
| السنة | العنوان                      | الدور           | ملاحظات      |
| ----- | ---------------------------- | --------------- | ------------ |
| 2015  | The Hive                     | Current Girl #2 |              |
| 2016  | The Curse of Sleeping Beauty | إليزا           |              |
| 2017  | F the Prom                   | ماريسا          | [ 15 ]       |
| 2018  | Polaroid                     | TBA             | جاري الإنتاج |

| السنة     | العنوان     | الدور        | ملاحظات            |
| --------- | ----------- | ------------ | ------------------ |
| 2015      | Instant Mom | حورية البحر  | حلقة: "Gone Batty" |
| 2017–الآن | ريفرديل     | شيريل بلوسوم | دور رئيسي          |

## الجوائز والترشيحات
| السنة | الجائزة            | الفئة            | العمل المرشح | النتيجة | Ref.   |
| ----- | ------------------ | ---------------- | ------------ | ------- | ------ |
| 2017  | Teen Choice Awards | Choice Hissy Fit | ريفرديل      | فوز     | [ 16 ] |

## وصلات خارجية
- مادلين بيتش على موقع IMDb (الإنجليزية)
- مادلين بيتش على موقع روتن توميتوز (الإنجليزية)
- مادلين بيتش على موقع ألو سيني (الفرنسية)
- مادلين بيتش على موقع ميوزك برينز (الإنجليزية)
- مادلين بيتش على موقع أول موفي (الإنجليزية)
- مادلين بيتش على موقع ديسكوغز (الإنجليزية)
- مادلين بيتش على موقع قاعدة بيانات الفيلم (الإنجليزية)